# Gia Phú, Bảo Thắng
Gia Phú là một xã thuộc huyện Bảo Thắng, tỉnh Lào Cai, Việt Nam.

## Địa lý
Xã Gia Phú nằm ở phía tây huyện Bảo Thắng, có vị trí địa lý:
- Phía đông giáp xã Sơn Hải và xã Xuân Giao
- Phía tây giáp thành phố Lào Cai với ranh giới là ngòi Bo
- Phía nam giáp thị xã Sa Pa và thị trấn Tằng Loỏng
- Phía bắc giáp xã Thái Niên.

Xã Gia Phú có diện tích 45,19 km², dân số là 8.363 người, mật độ dân số đạt 185 người/km².

## Hành chính
Xã Gia Phú được chia thành 14 thôn.

## Lịch sử
Đến năm 2019, xã Gia Phú có diện tích 78,28 km², dân số là 15.505 người, mật độ dân số đạt 198 người/km².
Ngày 11 tháng 2 năm 2020, Ủy ban Thường vụ Quốc hội ban hành Nghị quyết số 896/NQ-UBTVQH14 về việc sắp xếp các đơn vị hành chính cấp huyện, cấp xã thuộc tỉnh Lào Cai (nghị quyết có hiệu lực từ ngày 1 tháng 3 năm 2020). Theo đó, điều chỉnh 33,09 km² diện tích tự nhiên và 7.142 người thuộc 15 thôn: Bản Cam, Khe Luộc, An Thành, Mường Bát, Phú Hùng, Cắp Kẹ, Muồng, Chang, Hòa Lạc, Tiến Thắng, Thái Bo, Giao Ngay, Tiến Cường, Tân Tiến, Giao Tiến của xã Gia Phú vào thành phố Lào Cai.
Sau khi điều chỉnh, xã Gia Phú có diện tích 45,19 km², dân số là 8.363 người.